# Bridgestone
K.K. Bridgestone (japanisch 株式会社ブリヂストン, Kabushiki-gaisha Burijisuton, englisch Bridgestone Corporation), gelistet im Nikkei 225, ist Hersteller von Reifen für Pkw, Busse, Lkw und Spezialfahrzeuge. Das Unternehmen wurde 1931 in Japan gegründet und beschäftigt weltweit 121.000 Mitarbeiter. Produziert wird in 110 Werken auf fünf Kontinenten. Das Unternehmen betreibt 7 Technologiezentren in China, Italien, Japan, Thailand und den USA. Stand 2024 betrug der Jahresumsatz 3,269 Bio. Yen. Gemessen am Umsatz ist Bridgestone der zweitgrößte Reifenhersteller der Welt nach Michelin.

## Geschichte

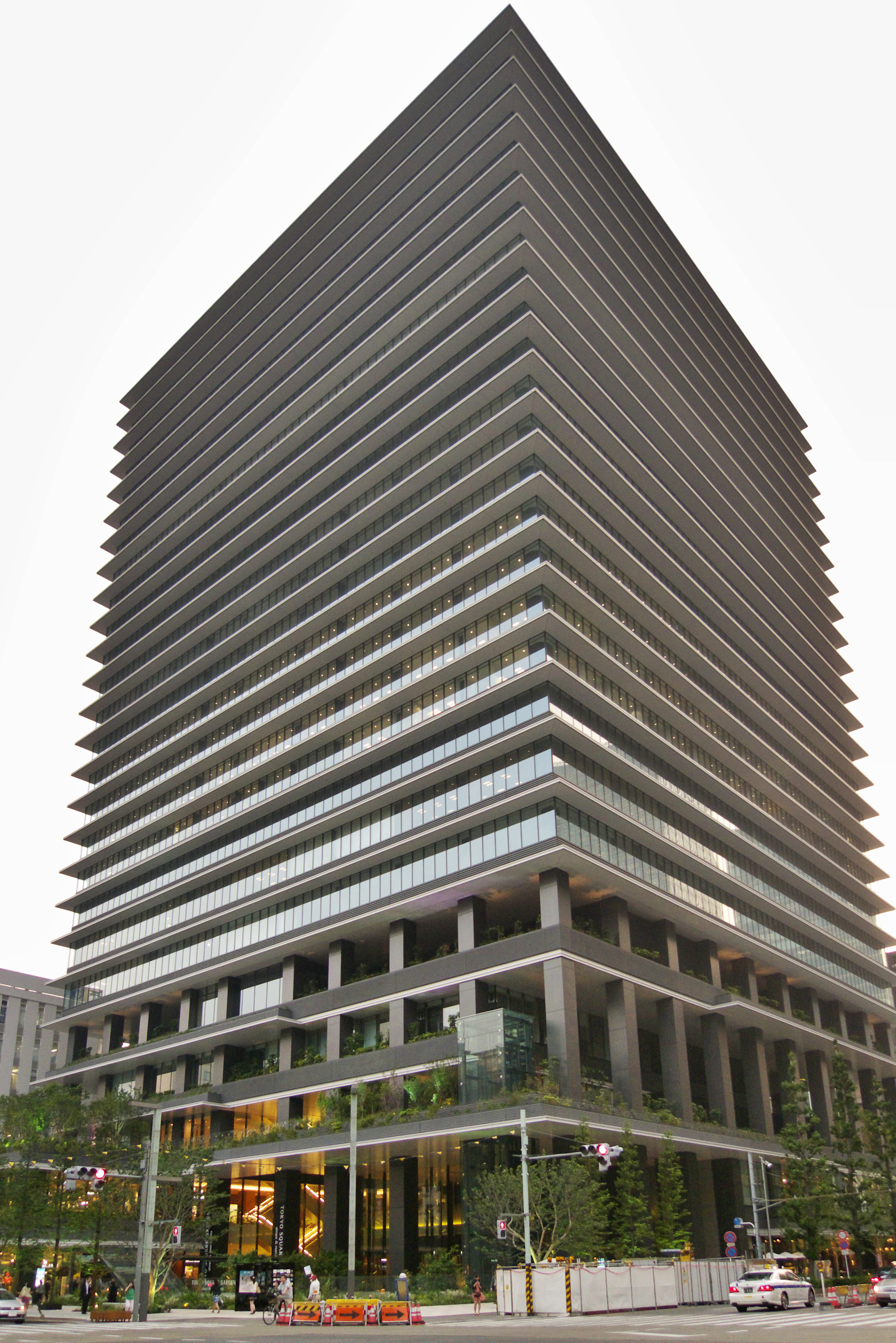
Bridgestone Firmensitz

Historisches Logo

Bridgestone wurde 1931 von Ishibashi Shōjirō (石橋 正二郎) in der Stadt Kurume in Japan gegründet. Der Name Bridgestone entstand aus einer wörtlichen Übersetzung und Transposition von ishibashi, was im Englischen mit Brückenstein, also der Abschlussstein einer Brücke, übersetzt werden kann.
Vorgänger von Bridgestone war die „Tabi“ Socks Tire Division der Nippon Tabi Company. Diese produzierte bereits im April 1930 ihre ersten Reifen. 1931 wurde die Reifendivision unabhängig und es folgte die Firmierung zu Bridgestone Tire Co., Ltd. 1933 errichtete Bridgestone das erste eigene Werk in Kurume und startete 1934 die vollwertige Reifenproduktion.
Nach dem Zweiten Weltkrieg begann Bridgestone mit der Produktion von Motor- und Fahrrädern, sein Haupteinkommen erzielte das Unternehmen aber mit dem Verkauf von Reifen an andere Motorradhersteller wie Honda, Suzuki und Yamaha. 1970 wurde schließlich beschlossen, die Produktion von Motorrädern einzustellen. 1981 erzielte Bridgestone weltweit einen Jahresumsatz von 2,245 Milliarden US-Dollar und war nach Michelin, Goodyear und Firestone der viertgrößte Reifenhersteller mit einem Weltmarktanteil von 7,5 Prozent, im Jahr 1988 übernahm Bridgestone Firestone. 2007 erwarb Bridgestone den Anbieter von Runderneuerungslösungen und -systemen Bandag.  2011 war der Toyota-Konzern der größte Kunde von Bridgestone. 2019 folgte der Kauf der Telematik-Sparte von TomTom.

## Bridgestone in Europa
In Europa beschäftigt Bridgestone über 13.000 Mitarbeiter in 20 Vertriebsgesellschaften und neun Produktionswerken. Die Werke sind in Bari (Italien), Stargard sowie Posen (Polen), Burgos, Bilbao und Puente San Miguel (Spanien) sowie Frameries und Lanklaar (Belgien). Die Erweiterung des Werks im ungarischen Tatabánya wurde Mitte 2019 abgeschlossen. Im belgischen Zeebrugge, in Madrid und im tschechischen Bor wurden europäische Logistikzentren gebaut, in Rom ein eigenes Technik- und Entwicklungszentrum.

### Bridgestone in Deutschland
In Deutschland befindet sich der Hauptsitz der regionalen Organisation Bridgestone Central Europe Region (BSCER), die Reifen und Mobilitätslösungen in Deutschland, Österreich und der Schweiz sowie in Dänemark, Finnland, Norwegen und Schweden vertreibt. Insgesamt beschäftigt das Unternehmen in der Region Zentraleuropa rund 450 Mitarbeiter, davon rund 300 in Deutschland. Der regionale Hauptsitz der Organisation BSCER befindet sich seit 2023 in Frankfurt am Main, davor war das Unternehmen in Bad Homburg v. d. H. ansässig. Christian Mühlhäuser, Vice President BSCER verantwortet die Aktivitäten des Unternehmens in der Region.

## Positionierung auf dem Markt
Der Einstieg in den Formel-1-Sport im Jahre 1997 verlief erfolgreich. Durch die Verwendung von Bridgestone-Reifen durch die mehrfachen Weltmeister Michael Schumacher und Mika Häkkinen erweiterte sich die Zahl der Formel-1-Teams, die auf Bridgestone setzten. Bridgestone versorgte in der Saison 2005 die Formel-1-Teams von Ferrari, Jordan und Minardi und zudem die Kartserie AvD Pro 2000 Rennkart Trophy mit Reifen. In der Saison 2006 wurden Ferrari, MF1 Racing, Toyota Racing, das Williams-Team und das neu gegründete Super-Aguri-F1-Team beliefert.
Nach dem Ausstieg des französischen Konkurrenten Michelin Ende 2006 aus der Formel 1 war Bridgestone einziger Reifenlieferant in der Formel 1. Grund war die von der FIA festgelegte Regeländerung, nach der ab der Saison 2007 Einheitsreifen von einem Hersteller eingesetzt werden müssen, um Kosten zu sparen. Nach der Saison 2010 stieg Bridgestone aus der Formel 1 aus. Das Unternehmen will die Ressourcen stärker auf die Entwicklung innovativer Technologie und strategischer Produkte ausrichten, die den Zielen des Unternehmens dienen.
Von 2002 bis zum Ende der Serie 2007 war Bridgestone alleiniger Reifenausrüster der Champ Car World Series. Ab 2003 war Bridgestone einer der beiden Titelsponsoren. In der GP2-Serie war Bridgestone bis 2010 der alleinige Ausrüster. Fünf Teams im Bereich der MotoGP verwendeten bis inklusive 2008 Bridgestone-Reifen, darunter Ducati Marlboro, Kawasaki Racing und Honda Gresini. Seit 2009 ist Bridgestone alleiniger Ausrüster der MotoGP-WM.
Der Umsatz von Bridgestone betrug im Jahr 2006 19 Milliarden Euro, ein Zuwachs von elf Prozent im Vergleich zum Vorjahr. Wegen Preisabsprachen und Aufteilung des Marktes für Marineschläuche (Kartell) von 1986 bis 2007 mit vier anderen Herstellern muss Bridgestone 58,5 Mio. Euro Geldbuße an die EU-Kasse zahlen. Ende 2022 hielt Bridgestone etwa 3,2 Prozent Aktien an der Toyo Tire Corporation, nach Umsatz weltweit der zehntgrößte Reifenhersteller.

## Produkte

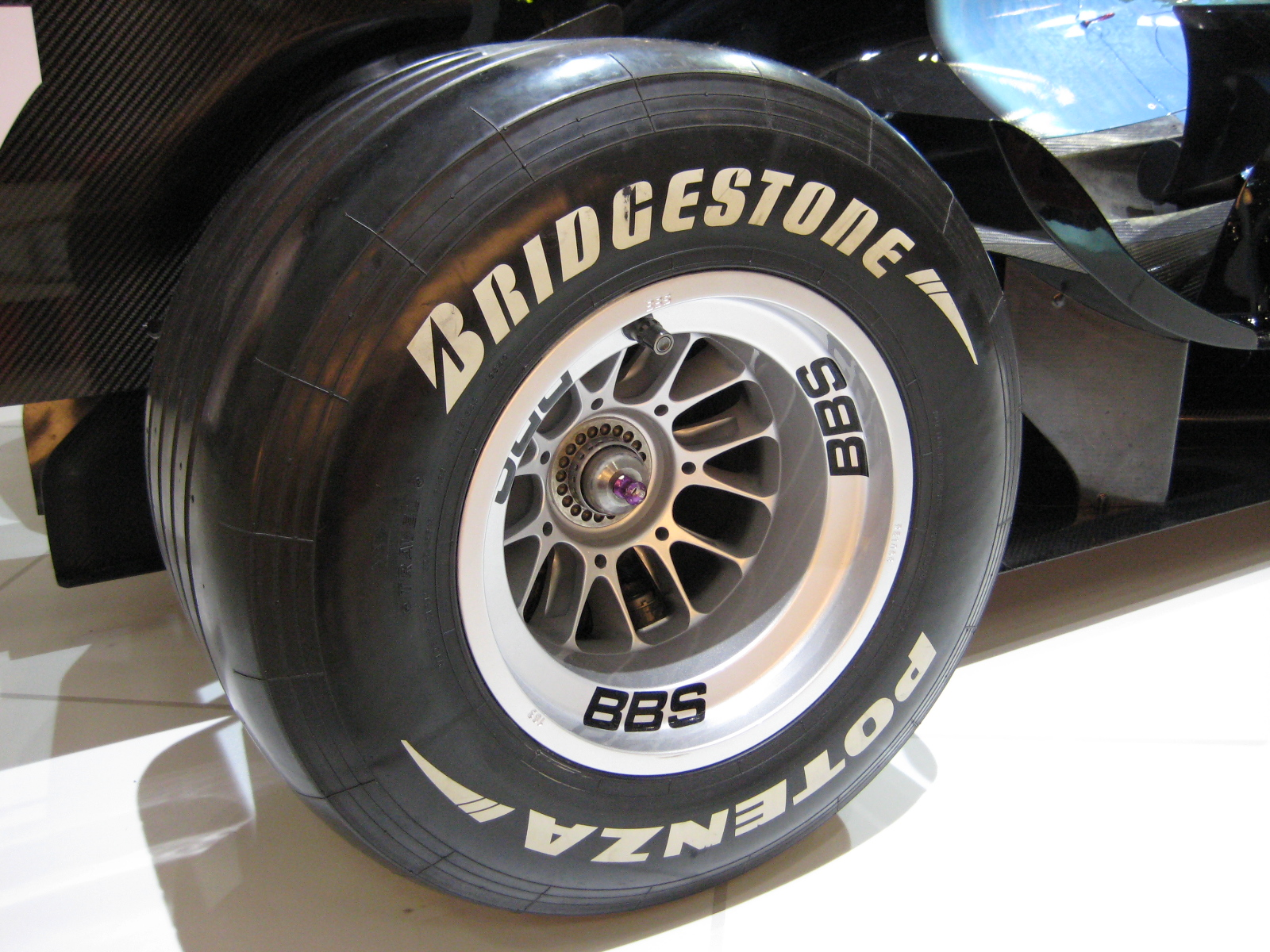
Bridgestone Potenza F1 Reifen in der Formel 1 auf einem Leichtmetallrad von BBS (2007)

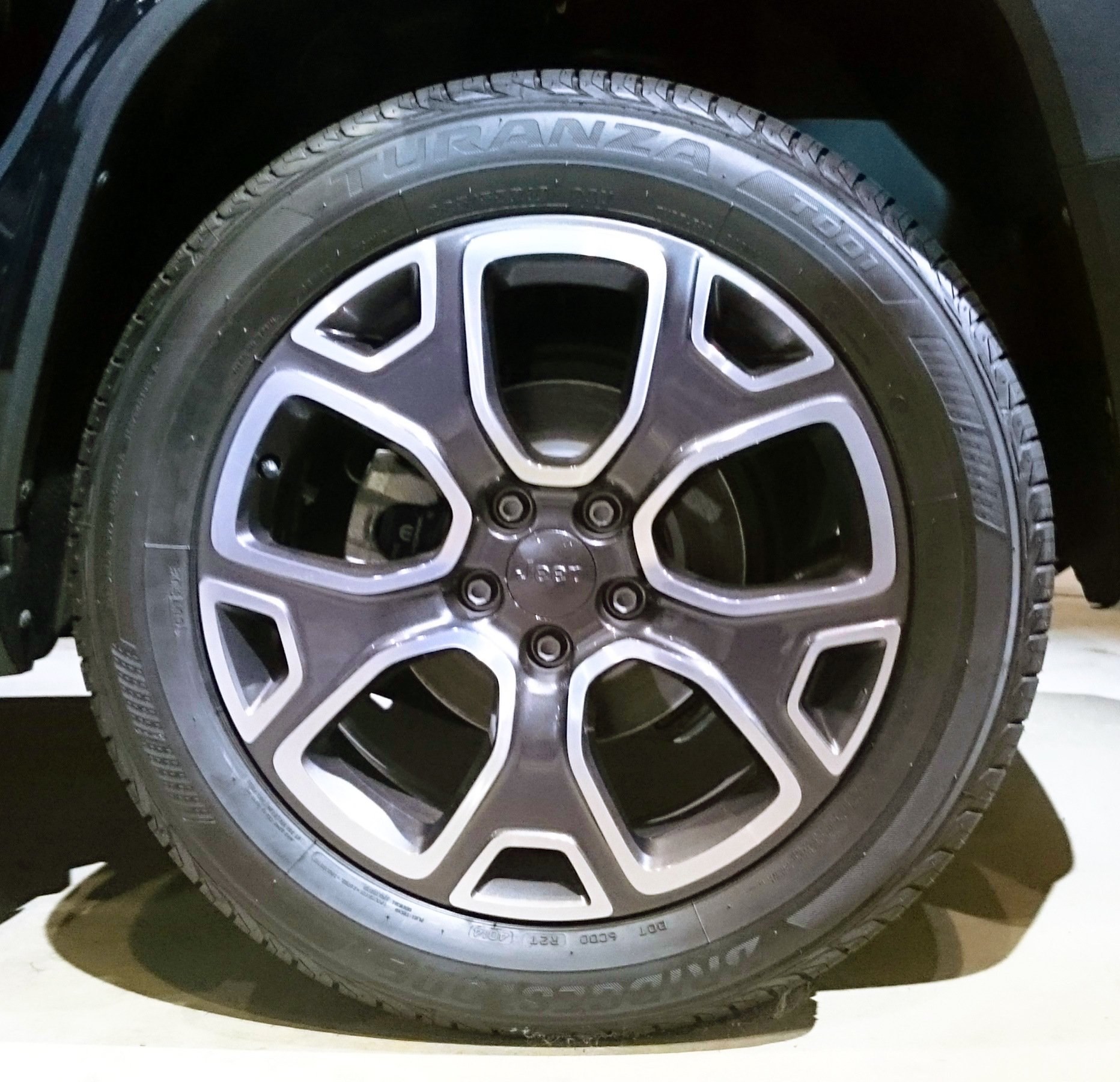
Autoreifen Bridgestone Turanza T001 (2015)

Die Entwicklung und Produktion von Pkw-Reifen sind das Hauptgeschäft von Bridgestone, sowohl für die Erstausrüstung ab Werk (Original Equipment) als auch im Ersatzgeschäft mit den Reifenhändlern (Replacement). Zum Produktportfolio gehören Reifen für Pkw aller Klassen, Transporter, Busse, Lkw, Landwirtschafts- und Baumaschinen, Motorräder und Flugzeuge.
Darüber hinaus ist die Bridgestone Corporation unter anderem Hersteller von Produkten für die Schifffahrtsindustrie, von Golf- und Tennisartikeln sowie über die Tochter Bridgestone Cycle Fahrrädern.

## Kritik
2007 erhielt die Firma den „Public Eye Global Award“ – eine Negativwertung, um Firmen anlässlich des Weltwirtschaftsforums WEF an ihre soziale und ökologische Verantwortung zu erinnern.
Die Prämierung begründen die Veranstalter mit den der Sklaverei ähnlichen Verhältnissen auf den Gummiplantagen des Reifenherstellers im westafrikanischen Liberia, wo Kinderarbeit und Umweltverschmutzung an der Tagesordnung seien.

## Engagement und Projekte
Dem Bewegungsmangel von Kindern entgegenwirken soll die von der Deutschen Verkehrswacht ins Leben gerufene Aktion „move it“, die Bridgestone gemeinsam mit den Team-Reifenhändlern unterstützt. So werden an Kindergärten gelbe Boxen mit Bällen, Frisbeescheiben, Jonglier- und Schwungtüchern verteilt. Die Kinder können so ihr Reaktionsvermögen und ihre Balance spielend trainieren.
Als Hauptsponsor engagiert sich Bridgestone bei der Sicherheitsinitiative „Erst denken — dann lenken“, die in Deutschland vom Automobilclub von Deutschland (AvD) organisiert wird und Teil der weltweiten FIA-Initiative „Think before you drive“ ist. Sie wurde 2005 erstmals von Michael Schumacher beim Großen Preis von Deutschland in Hockenheim präsentiert. Dabei wurde in Form von Comics mit einem „Crash Test Dummy“ als Experten im Internet und in einer Info-Broschüre Risikofaktoren, die zu einem Unfall führen können, bewusst gemacht und gezeigt, wie man sie vermeiden kann.
In den Jahren 2007/2008 sowie 2009/2010 nahm Bridgestone die Marken-Auszeichnung „Superbrand Germany“ entgegen. Kriterien für die Auswahl sind dabei die Markendominanz und -akzeptanz, Kundenbindung, Langlebigkeit der Marke und der Markenwert des Unternehmens.
Im Jahr 2014 wurde Bridgestone weltweiter Partner der Olympischen Spiele, in 2018 dann auch weltweiter Partner der Paralympischen Spiele – einschließlich der Olympischen und Paralympischen Spiele Tokyo 2020, Peking 2022 und Paris 2024. Die Partnerschaften wurden zum Jahresende 2024 beendet.
Seit vielen Jahren unterstützt Bridgestone in Deutschland lokale Organisationen rund um die Zentrale der Region Central Europe in Frankfurt am Main. Dazu gehören die Arche Frankfurt und der Tafel Deutschland e. V.

## Kunstmuseum

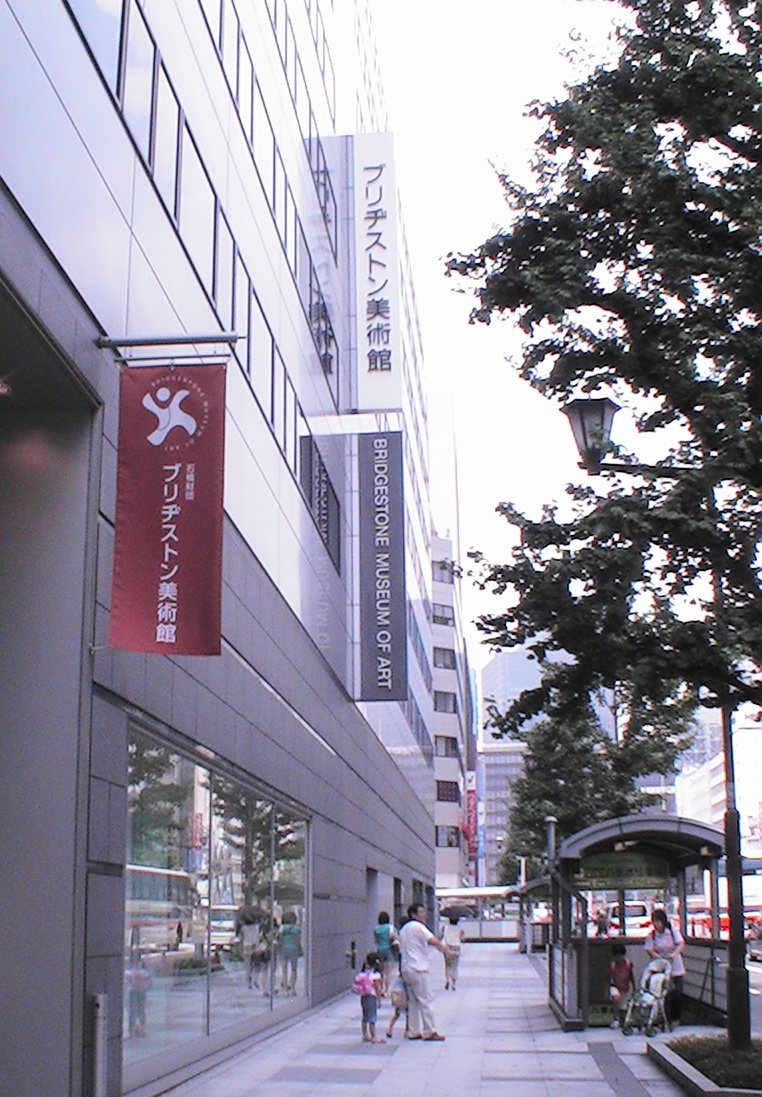
Bridgestone Museum of Art in Tokio

Seit 1952 befindet sich im Tokioter Firmensitz des Unternehmens das vom Firmengründer gestiftete Artizon Museum (vormals Bridgestone Museum of Art) mit westlicher und japanischer Kunst des 19. und 20. Jahrhunderts. 1956 folgte das Ishibashi Museum of Art in seiner Heimatstadt Kurume. In Tokio präsentiert die Bridgestone Innovation Gallery die Geschichte, Kerngedanken, Geschäftsaktivitäten sowie Zukunftspläne des Unternehmens.